# Hervázio Bezerra
Antonio Hervázio Bezerra Cavalcanti (João Pessoa, 18 de setembro de 1955), conhecido apenas por Hervázio Bezerra, é um médico e político brasileiro que exerce desde 2019 o cargo de deputado estadual pela Paraíba, além de ter sido vereador por sua cidade natal por 5 mandatos (1993 a 2012). É atualmente filiado ao PSB.

## Carreira política

### Vereador por João Pessoa
Iniciou a carreira política em 1982, quando disputou as eleições municipais para vereador de João Pessoa pelo PDS, obtendo 1.055 votos, ficando como suplente. Ausente da eleição estadual de 1986, voltou a disputar uma vaga na Câmara Municipal em 1988, e mesmo aumentando sua votação (foi lembrado por 1.166 eleitores), não foi eleito. Ele também não disputou nenhum cargo nas eleições estaduais de 1990, voltando a concorrer a vereador 2 anos depois, agora filiado ao PMDB. Com 1.454 votos, foi o oitavo vereador mais votado, sendo reeleito pelo mesmo partido em 1996 (3.109 votos) e 2000 (5.637 votos).
Em 2004, filiou-se ao PSDB e reelegeu-se com a maior votação para a Câmara Municipal (7.244 votos). Obteve o quinto mandato consecutivo em 2008, desta vez sendo escolhido por 4.824 eleitores. Na eleição de 2012, não tentou a reeleição.

### Deputado estadual
Em 2010, Hervázio Bezerra concorreu pela primeira vez a deputado estadual, e apesar de ter recebido 20.274 votos, ficou apenas como suplente, assumindo a vaga deixada pelo então titular Manoel Ludgério (PSDB) por 124 dias. Na eleição estadual de 2014, concorreu pelo PSB, novamente ficando na suplência (embora aumentasse o número de votos para 20.513).
Em 2018, foi o 14º deputado estadual mais votado entre os eleitos e o quinto entre os candidatos do PSB (31.288 votos). Empossado em fevereiro do ano seguinte, foi nomeado secretário de Juventude, Esportes e Lazer pelo governador João Azevêdo, permanecendo no cargo por 1 ano e 9 meses, sendo exonerado para reassumir o mandato de deputado estadual. Durante o período em que ficou afastado, sua vaga na Assembleia Legislativa da Paraíba foi ocupada por Lindolfo Pires (PODE).
Na eleição de 2022, Hervázio Bezerra obteve 31.798 votos do eleitorado paraibano, sendo reeleito para um segundo mandato na ALPB. Em outubro de 2023, apresentou uma PEC que impedia a realização de um plebiscito sobre uma possível mudança de nome da capital paraibana.

## Vida pessoal
Seu filho, Léo Bezerra, foi vereador de João Pessoa entre 2017 e 2020, quando foi eleito vice-prefeito na chapa de Cícero Lucena (PP).